# Fernando Claudín
Fernando Claudín Pontes (Zaragoza, 24 de agosto de 1913-Madrid, 16 de mayo de 1990) fue un político español, dirigente del Partido Comunista de España (PCE), del que fue  expulsado en 1965. 

## Biografía
Estudiante de arquitectura durante la Segunda República, se afilió en 1933 a las Juventudes Comunistas. Intervino activamente en el proceso de unificación entre éstas y las Juventudes Socialistas, que dio lugar el 1 de abril de 1936 a la formación de las Juventudes Socialistas Unificadas (JSU). Militante del PCE a partir de la Guerra Civil, fue un estrecho colaborador de Santiago Carrillo en la Junta de Defensa de Madrid y se exilió tras la derrota en 1939 en México. Allí formaría parte del Secretariado del PCE junto a Carrillo, Joan Comorera, Pedro Checa y Antonio Mije, bajo la dirección de Vicente Uribe.
En noviembre de 1947 fue, junto a Uribe, responsable del proceso de depuración interna del Partido. En 1954 mantiene junto a Carrillo una pugna por la dirección ante Dolores Ibárruri (Pasionaria) y Uribe, participando en lo que se perfilará como la nueva política de reconciliación nacional propugnada posteriormente por el PCE. En febrero de 1956 asiste al XX Congreso del PCUS en el cual se aprueba la nueva línea de desestalinización en la Unión Soviética propugnada por Nikita Jrushchov. En abril y mayo de ese mismo año se celebra un pleno del Buró Político del PCE, en el cual se resuelven las diferencias anteriores. Pasionaria reorienta su posición y pacta con los jóvenes, destituyendo a Vicente Uribe y ascendiendo Carrillo a la máxima dirección del Partido, situándose tras él Claudín. Tras el VI Congreso del PCE, celebrado en 1960, Claudín es elegido miembro del Comité Central y de sus órganos de dirección: el Comité Ejecutivo y el Secretariado. Este último pasa a estar formado por Carrillo como secretario general, Claudín, Ignacio Gallego, Antonio Mije y Eduardo García.
A partir de entonces comienzan a surgir divergencias políticas entre Claudín y Carrillo acerca de la situación de España y las tareas del PCE de cara a la caída del régimen franquista. En marzo de 1964 Claudín expone ante el Comité Ejecutivo sus posturas. Mientras Carrillo y la dirección mantienen que la tarea pendiente de cara a la derrota del franquismo es una revolución democrática o ruptura debido a que los objetivos para España seguirían siendo la abolición de las estructuras semifeudales y atrasadas del capitalismo, y en la que el PCE tenga un papel dirigente, el sector de Claudín plantea que existe una nueva realidad socioeconómica en el país, debiéndose tender a buscar apoyos en nuevos sectores opositores como los intelectuales o los estudiantes forjando una amplia plataforma de la oposición que se oriente hacia la revolución socialista. Por otro lado, el análisis de la dirección del PCE se sustenta en la inminencia del proceso revolucionario en España y en el aislamiento de la burguesía monopolista respecto al resto de la sociedad; mientras Claudín defiende que el capitalismo español ha conseguido, bajo la dictadura franquista, evolucionar hacia una situación avanzada, lo que implicaría a nivel político la posibilidad de la búsqueda por parte de las clases dominantes de la instauración de una democracia liberal homologable a las del resto de Europa occidental. En noviembre de ese año es expulsado del Partido junto al también dirigente Federico Sánchez (Jorge Semprún). Las concepciones del debate serán expuestas en el libro Documentos de una divergencia comunista, así como en el ensayo Dos concepciones de la vía española al socialismo. En esta época publica e impulsa la editorial Ruedo ibérico.
Tras la muerte del general Franco en 1975 y el inicio de la Transición, Claudín regresó a España, donde trabajó en la editorial Siglo XXI. En 1980 fue nombrado director de la Fundación Pablo Iglesias, vinculada al Partido Socialista Obrero Español (PSOE), partido al que se afilió en 1988, año en que fue designado presidente de la fundación. Durante esos años se mostró muy crítico con el eurocomunismo y propugnó la unidad de acción de la izquierda. Asimismo, fue colaborador del diario El País.

## Obras
- La crisis del movimiento comunista
- Eurocomunismo y socialismo
- Santiago Carrillo, crónica de un secretario general
- La oposición en el socialismo real
- Marx, Engels y la revolución de 1848